# Атанасиос Пейос
Атанасиос Петру Пейос (на гръцки: Αθανάσιος Πέτρου Πέγιος) е гръцки политик от XX век.

## Биография
Роден е в 1893 година във Владово в семейството на гъркоманина и по-късно андартски деец Петър Пейов (Петрос Пейос). В 1932, 1935, 1936, 1946 и 1950 година е избран за депутат от ном Пела от Народната партия. В 1946 година се кандидатира от Националния радикален съюз, но не е избран. Умира в 1971 година и е погребан във Воден.